# 裸花鹼蓬
裸花鹼蓬（学名：Suaeda maritima），又称裸花鹵兼蓬，为藜科鹼蓬屬下的一个种。多生長在鹽鹼灘上。

## 扩展阅读
- 維基物種上的相關：裸花鹼蓬